# Rommel Mejía
Rommel Mejía (sinh ngày 4 tháng 2 năm 1994) là một cầu thủ bóng đá người El Salvador.

## Danh hiệu
C.D. Dragón
Á quân
- Salvadoran Primera División: 2014 Clausura